# Елкгарт (Айова)
Елкгарт (англ. Elkhart) — місто (англ. city) в США, в окрузі Полк штату Айова. Населення — 882 особи (2020).

## Географія
Елкгарт розташований за координатами 41°47′32″ пн. ш. 93°31′27″ зх. д. / 41.79222° пн. ш. 93.52417° зх. д. (41.792288, -93.524248).  За даними Бюро перепису населення США в 2010 році місто мало площу 4,09 км², уся площа — суходіл.

## Демографія
Згідно з переписом 2010 року, у місті мешкали 683 особи в 256 домогосподарствах у складі 175 родин. Густота населення становила 167 осіб/км².  Було 269 помешкань (66/км²).
Расовий склад населення:
| - 95,6 % — білих - 1,0 % — чорних або афроамериканців - 0,3 % — корінних американців |

До двох чи більше рас належало 3,1 %. Частка іспаномовних становила 3,8 % від усіх жителів.
За віковим діапазоном населення розподілялося таким чином: 32,7 % — особи молодші 18 років, 59,7 % — особи у віці 18—64 років, 7,6 % — особи у віці 65 років та старші. Медіана віку мешканця становила 30,6 року. На 100 осіб жіночої статі у місті припадало 106,3 чоловіків;  на 100 жінок у віці від 18 років та старших — 100,0 чоловіків також старших 18 років.
Середній дохід на одне домашнє господарство  становив 61 037 доларів США (медіана — 51 750), а середній дохід на одну сім'ю — 80 560 доларів (медіана — 74 000). Медіана доходів становила 50 208 доларів для чоловіків та 35 441 долар для жінок. За межею бідності перебувало 10,8 % осіб, у тому числі 16,3 % дітей у віці до 18 років та 14,3 % осіб у віці 65 років та старших.
Цивільне працевлаштоване населення становило 376 осіб. Основні галузі зайнятості: освіта, охорона здоров'я та соціальна допомога — 25,3 %, роздрібна торгівля — 17,3 %, будівництво — 15,2 %.